# 세계대전 III
《세계대전 III》(독일어: Der Dritte Weltkrieg, 영어: World War III)는 1998년에 제작된 독일 ZDF 방송의 모큐멘터리이며, 로버트 스톤(Robert Stone)이 제작하였다. TLC와의 합작으로 영어판도 제작되었다.
영화는 가상의 소련 쿠데타로 인한 미하일 고르바초프의 실각 이후에 들어선 새 강경파 정권 지휘하의 소련군이 1989년 가을의 동베를린의 시위대를 진압하고 제3차 세계 대전을 일으키는 것을 가정한다. 영화는 당시의 세계 정상들의 영상과 군사 훈련, 뉴스 영상 등의 기록영상을 연출해 촬영한 시민들과 정치인 역의 배우들의 영상과 섞어 편집했다.

## 줄거리

### 프롤로그
영화는 소련의 핵공격에 대응하는 미군의 공중전 영상으로 시작된다. 백악관 앞에서 보도하던 대니얼 쇼어(Daniel Schorr) 기자는 핵폭발과 함께 증발하고 만다.

### 위기의 베를린
1989년 여름, 동독은 혼란에 처했다. 많은 시민들이 공산주의 독재에 불만을 가지고 서방과 같은 개혁, 그리고 서독과의 통일을 원하게 된다. 10월 7일, 개혁을 지지하는 미하일 고르바초프가 동베를린을 방문한다. 그가 모스크바로 돌아오는 길에, 소련의 강경파 공산주의 세력이 고르바초프를 권좌에서 내쫓는 쿠데타를 일으키고 블라디미르 소시킨(Vladimir Soshkin, 가상) 장군이 새 서기장에 취임한다. 고르바초프의 이후 행적은 "역사의 어둠에 가려지게" 된다.
소시킨과 소련 강경파 세력은 페레스트로이카와 글라스노스트가 대두되는 상황에 첨예하게 저항한다. 그들은 10월 말에 동독과 폴란드 등 동구권의 시위를 군대를 동원한 중국의 방식으로 끝내기로 결정한다. 동구권에서의 군대의 개입은 시위대들에 한정되지 않고, 에곤 크렌츠와 귄터 샤보브스키 등의 수많은 온건 공산주의자들이 "사라진다". 이에 공산주의에 대한 민중의 저항은 더욱 격렬해진다. 라이프치히에서 일어난 동독 월요 시위는 11월 말 소련군에 의해 엄청난 사상자를 내며 처참하게 진압당한다. 이틀 후, 브란덴부르크 문 앞에서의 시위에서 베를린 장벽을 넘으려는 동독 시민들과 그 광경을 촬영하던 서독 기자가 동독 국가인민군의 발포로 사망한다. 동독 병사들은 장벽을 넘어 서베를린 방향으로 발포한다. 얼마 지나지 않아, 동독 정부는 그들의 조치에 대한 국제적 비난에 국내의 모든 외국 기자들을 철수시키는 것으로 대응한다.

### 전쟁 준비
12월 중순, 북대서양 조약 기구의 증원 병력이 서베를린에 공수된다. 이어서, 제임스 베이커 미국 국무장관은 소시킨의 탄압에 반대하던 주독 소련군 사령관 드미트리 레오노프(Dmitry Leonov) 장군과의 비밀 회담을 위해 서베를린에 도착한다. 하지만 레오노프 장군은 회담장으로 가던 도중 차량 폭탄 테러로 사망하고, 서독의 신나치주의 집단이 자신들의 소행이라고 주장한다. 소시킨이 서독 방송사와의 인터뷰에서 서베를린을 위협하는 발언을 하자, 미군은 서독에 배치된 전술 핵무기 부대에 최고 경계 태세를 발령한다. 소시킨은 이에 소련 잠수함대를 대규모로 동원하고, 투폴레프 Tu-95 폭격기를 알래스카의 미국 영공으로 침투시키는 무력시위로 대응한다.
1990년 1월 25일, 소시킨은 번개 작전(Operation Thunderbolt)을 실행한다. 바르샤바 조약 기구 병력들은 서독과 서베를린 사이의 교통과 보급망을 차단하고, 소련 공군이 동독 영공 봉쇄를 위해 동원된다. 소시킨은 이 계획이 서방 세력이 동구권으로 침투하는 것을 막고 서베를린을 고립시킬 것이라 생각한다. 북대서양 조약 기구(NATO)는 서독 전역에서 총동원을 시작하고, 서독의 시민들은 최악의 상황을 대비해 피난을 준비한다.
영국이 1월 30일, 미국이 2월 15일에 각기 북대서양에서 첫 군 수송선을 준비하자, 소련은 미 해군 수송에 대한 봉쇄 계획을 선포한다. 소시킨은 이 조치가 서유럽을 봉쇄하고 NATO의 증원을 약화시키기를 바란다. 유엔(UN)과 NATO는 봉쇄를 비난하고 그것이 적대 행위임을 선언한다. 2월 18일, 미 해군이 봉쇄망을 돌파하고, 미군 함선들이 소련군에 의해 공격당한다. 미군과 영국군이 반격을 개시하기 전에 수송선의 거의 4분의 1이 격침되며 제3차 세계 대전이 시작된다.
미국은 마틴 제이컵스(Martin Jacobs)를 소시킨과의 회담을 위해 소련에 파견한다. 제이컵스는 소련군의 동구권에서의 영향력이 감소하고 있다는 사실을 소시킨이 알고 있다는 것을 간파하고 NATO 동원의 중지를 대가로 동유럽에서의 소련군 철수를 요구한다. 소시킨은 단번에 거절한다.

### 독일 전투
3월 12일, 소시킨은 발트 해 킬 인근에 대규모 상륙 작전을 명령한다. 상륙 작전은 독일 방어로부터 NATO 병력의 발을 묶고, NATO 병력들은 적군을 해안으로 몰아내기 위해 북쪽으로 향한다. 다음 날, 바르샤바 조약 기구 지상군 병력이 풀다 갭으로 진격하며 전투로 피로해진 NATO 병력을 고립시키기 위해 라인 강으로 전진한다. 이와 동시에, 소련 공군이 램스타인 공군 기지 등의 NATO 기지들을 폭격한다. 소련의 목표는 빠른 타격으로 NATO의 증원을 저지하고 더 유리해진 전략 위치에서 외교적 흥정을 위해 NATO를 압박하는 것이었다. 물량과 기습에 직면한 NATO는 그들의 병력으로 바르샤바 조약군 병력에 확실한 타격을 줄 수 있음에도 불구하고 밀려나고 만다. 3월 17일까지, 동구권 병력은 서독 영내로 50 마일을 진군해 들어간다.
전술핵을 동원한 반격을 준비하는 동안, NATO는 F-117 나이트호크 등의 통상 공군 병력으로 최후의 공중전을 벌인다. 핵 타격이 시작되기 24시간 전에 코피 작전(Operation Bloody Nose)이 시작되고, 압도적 성공을 거둔다. 첫 공격이 바르샤바 조약군 지휘 체계를 붕괴시키고 병력을 혼돈으로 몰아넣었으며, 뒤이은 공중전에서는 NATO가 소련 공군에 치명적 타격을 주며 동유럽까지의 제공권을 장악한다. 소련의 보급선을 끊는 폴란드 레지스탕스의 지원과 함께, 전쟁의 흐름이 반전된다. 동독과 소련군의 물량은 서방의 기술을 당하지 못하고 폭격으로 궤멸당하고, NATO 병력은 3월 23일에 동독으로 진입, 3월 27일에는 동베를린을 수복한다.

### 전 세계적 핵전쟁
소련군이 폴란드로 퇴각하자, 독일의 통일이 눈앞으로 다가왔다. 미국 대통령은 NATO 병력이 동독을 넘어 진군할 의도가 없음을 소시킨에게 설득시키려 노력한다. 하지만 동구권 전역의 치안이 불안정해지고, 공산 국가 시민들과 소련 내부의 소수 민족들은 서기장의 사퇴를 요구한다. 소시킨은 NATO가 이 상황을 이용해 모스크바로 진군하거나 선제 핵공격을 할 거라는 생각에 공포에 떨기 시작한다.
무력 시위로써, 소시킨은 3월 31일에 북해 상공의 핵공격을 명령한다. 미국은 핵공격 비상 사태를 선포하고 단일 통합 작전 계획 실행을 준비한다. 4월 1일, 소련군 레이다 기지의 장비가 오작동한다. 소시킨은 소련이 핵공격을 당한다고 믿고, 서방에 대한 핵미사일 총공격을 명령한다. NATO도 똑같이 대응하며 북반구 전체에서 핵전쟁이 벌어진다. 북반구에서의 "그 이후의 역사적 기록은 존재하지 않는다".

### 에필로그
영화는 고르바초프의 동베를린 방문으로 되돌아가, 베를린 장벽 붕괴와 독일의 평화적 통일의 장면들을 비춘다. "역사는... 다른 길을 갔다."

## 삽입된 영상들
- 프라하의 봄/바르샤바 조약군의 체코슬로바키아 침공—소시킨은 1968년의 진압에 참가한 경력이 있다; 그 휘하의 부대들의 잔인함은 악명이 높아 소시킨의 얼굴이 잡지 《라이프》에 등장하기도 했다는 설정이다.
- 검은 월요일—신문 《뉴욕 포스트》("CRASH!")와 《데일리 뉴스》("PANIC!")의 충격적인 머릿글들은 미래에 대한 불안으로 인한 뉴욕 주가 대폭락 묘사에 사용되었다.
- 베를린 장벽의 붕괴와 독일의 재통일—양쪽의 영상 모두 전후 관계와 분리되어 사용되었다; 베를린 장벽 붕괴는 11월의 동독의 진압 장면에, 통일의 장면은 서베를린 수복 장면에 사용되었다.
- 1991년 소련 8월 쿠데타—미국 정부 요인들과 서독의 헬무트 콜 총리의 사건에 대한 발표들이 영화에 사용되었다; 콜의 담화는 그가 통일 독일의 총리로서 집권했을 때 발표된 것이다.
- 1990-1991년의 걸프 전쟁—미국 정부의 전쟁에 대한 담화 장면들이 사용되었다. 다국적군의 이라크 공습 열화상 영상은 바르샤바 조약군의 사령부 공격을 묘사하는 데 사용되었다. 데저트 스톰 작전 시작부의 다국적군의 공습은 소련과 동독 공군의 함부르크 폭격 장면에 사용되었다.
- 1982년의 포클랜드 전쟁. 산 카를로스 전투와 블러프 코브 공습 장면들이 해전 묘사에 사용되었다.
- 1992년-1995년의 보스니아 전쟁. 항공 카메라 영상들이 NATO의 레그니차 공습 묘사에 사용되었다.
- 베트남 전쟁. 베트남 인민군의 포격을 당하는 미 해병대의 모습이 소련과 동독의 램스타인 공군 기지 공습 묘사에 사용되었다.
- 제1차 체첸 전쟁. 그로즈니의 러시아군의 모습이 서독에서 동독으로 퇴각하는 소련군을 묘사하는 데 사용되었다. 러시아군과 싸우는 체첸 반군의 모습은 동독의 붕괴와 소련 내부에서의 소시킨에 대한 레지스탕스 활동을 묘사하는 데 사용되었다.
- 소련의 아프가니스탄 침공. 이 전쟁에서의 소련군의 모습이 소련군이 폴란드로 퇴각하는 장면을 묘사하는 데 사용되었다.